# 戸川秋骨
戸川 秋骨 （とがわ しゅうこつ、1871年2月7日（明治3年12月18日） - 1939年（昭和14年）7月9日）は、日本の評論家、英文学者、教育者、翻訳家、随筆家。別号は秋骨のほか、棲月・早川鴎村、早川漁郎・蒼梧桐・長帆・かげろふなど。

## 生涯
明治3年、等照とジュンの長男として、肥後国玉名郡岩崎村（現：熊本県玉名市）に生まれた。生まれ年から、明三と名付けられた。等照は熊本藩の支藩高瀬藩の藩士で、家老の原家から養子入りしていた。1877年、一族と上京し、東京師範学校附属小学校（現：筑波大学附属小学校）に入り、巴町の鞆絵小学校（現：港区立御成門小学校）に転じた。
世を捨てた父よりは、その実弟に躾けられ、1883年（12歳）、大阪へ伴われて大阪中学校（旧制三高の前身）に学ぶかたわら、漢訳の聖書や英語を習った。東京へ戻り、築地で高等下宿を経営していた祖母（原家）に引き取られた。1885年から獨逸学協会学校に学び、さらに、高津柏樹の夜学に、1886年から日本英学館に、1887年から成立学舎に通った。下宿人だった高橋箒庵らから、当時最新の翻訳小説を貸し与えられるなどして、内外の文学に親しんだ。
1888年（明治21年）（17歳）、従弟の大野豊太（洒竹）と第一高等中学校を受験するも共に不合格となり（洒竹は後に合格）、叔母横井玉子の仲介で明治学院普通部本科2年に編入学し、島崎藤村と、のち馬場孤蝶と同級になり、1891年卒業した。既に英語は自由だった。内田周平に荘子を習った。徳富蘇峰に兄事した。日本福音教会の福音神学校を手伝って自活した。

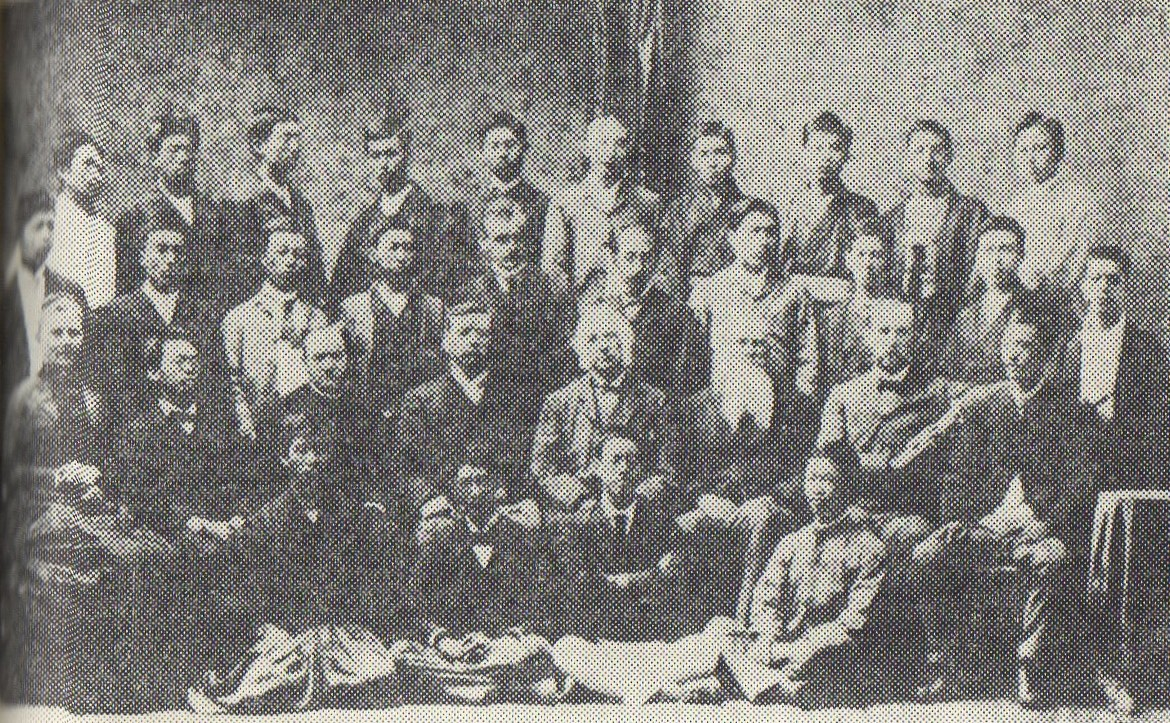
明治学院24年度卒業写真、最後列左から4番目が秋骨、左から2番目が島崎藤村

1893年（明治26年）1月に創刊された『文学界』の同人となり、3号から寄稿した。棲月、鴎水、早川漁郎などの筆名も使った。1894年夏から、文学界同人と共に、樋口一葉と付き合った。その年末から1895年中頃まで、巌本善治の明治女学校の講師を勤めた。1898年1月の終刊に至る文学界の数号を、編集した。
1895年（34歳）、東京帝国大学英文科選科に入学し、ケーベル、黒川真頼らの感化を受けた。1896年から翌年まで『帝国文学』の編集委員になった。1896年の一葉の葬儀を、斎藤緑雨と取り仕切った。1898年東大選科を修了し、山口高等学校の講師（翌年教授）となった。同僚の佐々醒雪に誘われて謡曲を始め、同じく西田幾多郎と交わった。気さくな人柄から、交友が広かった。
1904年、山口高等学校の学制が変わり、翌年退職し、1906年、古画商小林文七の欧米周遊の通訳として随行した。1907年明治大学の講師、真宗大学講師、1908年東京高等師範学校（東京教育大学、筑波大学の前身）講師となった。
1909年（明治42年）から1911年まで早稲田大学講師を勤めた。1910年慶應義塾大学部講師となり、文科と予科で英文学を担当し、1911年、教授となった。同年、由比友と結婚し、のち、三女五男を得た。長女エマの名はエマーソンに、長男有悟の名はヴィクトル・ユーゴーに因んでいる。
1916年（大正5年）から1925年まで（一度中断して）明治学院に出講した。1917年、平田禿木と共訳で「エマアソン全集」（全８巻）を刊行した。
1923年から、雑誌『喜多』の編集委員になった。1925年から文化学院に出講した。
1931年（昭和6年）（62歳）、慶應義塾大学本科を辞め、以降、予科・経済学部の講師になった。1933年から、教え子たちの『秋骨会』が開かれた。『セルボーンの博物誌』の翻訳が縁で、1934年の日本野鳥の会発足の、発起人に名を連ねた。
1939年3月、慶應義塾大学と文化学院を退職した。5月以降病臥し、7月神経痛のため慶應義塾大学病院に入院し、急性腎盂炎を併発して、9日に没した。『自然院釈英明秋骨居士』、墓は多磨霊園にある。
1949年から、三田文学が戸川秋骨賞を主催。

## 主な文業

### 雑誌掲載
『文学界』誌への寄稿分は、掲載稿（抄）に記載されている。
各行末のたとえば (1893.1) は、1893年1月発行の意。
- 『女子選挙権に関する古今卓説集』（翻訳）、女学雑誌 (1893.1)
- 『近世の思潮を論ず』（評論）、帝国文学 (1896.1)
- 『希臘及希伯来の思想管見』（評論）、太陽 (1896.9)
- 『恋愛に対する日本の小説と西欧の詩歌』（評論）、文芸倶楽部 (1896.11)
- 『プローヴァンスの恋歌』（英文学研究）、文学界 (1897.3)
- 『英文学と伊太利文学との関係』（英文学研究）、太陽 (1897.4)
- 『文芸に於ける女性』（評論）、帝国文学 (1897.8)
- 『現代の士風及び学風』（評論）、帝国文学 (1901.10)
- 『坪内博士の英文学史を読む』（英文学研究）、帝国文学 (1901.12)
- 『静平の文学と活動の文学』（評論）、新小説 (1906.8)
- 『斎藤緑雨』文章世界 (1906.8)
- 『高山樗牛』中央公論 (1907.5)
- 『近代文学の鳥瞰図』明星 (1907.5 - 7)
- 『綠雨君』中央公論 (1907.10)
- 『明治学院時代』趣味 (1907.12)
- 『英詩文評釈』（英文学研究）、文章世界 (1908.4 - 12)
- ヘンリー・フィールディング：『トム・ジョーンズ』（翻訳）、学鐙 (1909.4 - 1910.1)
- 『英文学研究』英語世界 (1910.8 - 1913.5)
- 『上田君の訃報に接して』英語青年 (1916.8)
- 『雪の窓にて』三田文学 (1919.3)
- 『「桜の実の熟する時」の事』三田文学 (1919.6)
- 『鴎外先生の追憶』三田文学 (1922.8)
- 『ケーベル先生』三田文学 (1923.8)
- ジョン・キーツ：『セント・アグネスの逮夜』（翻訳）、英語青年 (1926.1 - 4)
- ギルバート・ホワイト：『セルボーンの博物誌』（翻訳）、英語青年 (1932.10 - 1933.8)
- 『四十年前の文学界』文學界 (1933.11)
- 『与謝野寛氏の追憶』行動 (1935.6)
- 『坪内先生に関する追憶』英語青年 (1935.6)
- 『内田魯庵君』セルパン (1935.10)
- 『半世紀に亘る交誼』（島崎藤村のこと）、文学 (1936.11)

### 単行本
以下の各行の → の後は、最終と思われる重版改版。
- 『西詞余情』（翻訳と随筆）、佐久良書房 (1907)
- 『欧米紀遊二万三千哩』（紀行）、服部書店 (1908) → ゆまに書房明治欧米見聞録集成29 (1989) ISBN 4896681894
- 『英文学講話』（英文学研究）、東亜書院 (1908)
- (1908)
- 『そのまゝの記』（随筆集）、籾山書店 (1913)
- 『英文学精講』（英文学研究）、東亜堂書房 (1915)
- 『文鳥』（随筆集）、圭運社 (1924)
- 『凡人崇拝』（随筆集）、アルス (1926)
- 『英文学覚帳』（英文学随筆集）、大岡山書店 (1926)
- 『楽天地獄』、現代ユウモア全集刊行会 現代ユウモア全集3 (1929)
- 『能楽礼讃』（随筆集）、大岡山書店 (1930)
- 『自然・気まぐれ・紀行』（随筆、紀行集）、第一書房 (1931)
- 『都会情景』（随筆集）（随筆集）、第一書房 (1933)
- 『バトラー』（評論）、研究社 (1934) → 研究社 英米文学評伝叢書59 (1980)
- 『自画像』（随筆集）、第一書房 (1935)
- 『ウオルトン』（評論）、研究社 (1935) → 研究社 英米文学評伝叢書10 (1980)
- 『能楽鑑賞』（随筆集）、謡曲界出版所 (1937)
- 『朝食前のレセプション』（随筆集）、第一書房 (1937)
- 『伝記文学』（評論）、岩波書店 岩波講座世界文学 第8 (1938)

没後
- 『新日本謡曲物語』謡曲界発行所 (1940）
- 『食後の散歩』（随筆集）、第一書房 (1941)
- 『謡曲物語』筑摩書房 中学生全集20 (1950)

### 訳書
- スティブンソン『世捨人』英学新報社 (1903)
- ツルゲーネフ『猟人日記』（共訳）（英訳からの重訳）、昭文社 (1909) → アルス英文叢書 (1920)
- フレデリック・ロリエ (Frederic Auguste Loliee)『比較文学史』大日本文明協会 (1910)
- 『エマーソン論文集』上下、玄黄社 (1911, 1912) → 『エマスン論文集』全3冊、岩波文庫 (1948)
- 『幻の人』国民文庫刊行会 (1913)
- ヴィクトル・ユウゴオ『哀史』（ああ無情）、国民文庫刊行会 泰西名著文庫 (1915 - 1916)
- ボッカチオ『十日物語』国民文庫刊行会 (1916) → 国民文庫刊行会 世界名作大観46 (1927)
- メレジュコーフスキイ『先覚』国民文庫刊行会 泰西名著文庫 (1916) → 改版、国民文庫刊行会 世界名作大観 各国篇 附録9 (1925)
- エマアソン全集 第1-8巻、国民文庫刊行会 (1918) の以下
  - 第4巻「社交及孤独」、第6巻「文学及社会」、第7巻「自然論・演説及講演」、第8巻「人生論」
- 復刻 日本図書センター (1995) ISBN 4820594176, 4820594192, 4820594206, 4820594214
- トマス・カアライル『オリヴアクロンウエル』実業之日本社 英傑伝叢書4 (1918)
- ポー『鋸山奇談』アルス英文学叢書11 (1922) → 改版、山本書店 (1936)
- H・G・ウェルス『文化の聖書』（相曽博と共訳）、アルス (1923)
- ジヨン・リチヤアド・グリイン『大英国民史』上中下、国民図書 泰西名著歴史叢書6, 7, 8 (1924, 1925, 1927)
- ヲッツ・ダントン (Theodore Watts-Dunton)『エイルヰン物語』改版、国民文庫刊行会 世界名作大観 英国篇 附録 第6巻 (1925)
- ジヨン・リチヤアド・グリイン『無敵艦隊』アルス (1925)
- ホオル・ケエン (Hall Caine)『永遠の都』改造社 世界大衆文学全集39 (1930)
- 小泉八雲『神国日本』（小泉八雲全集 第8巻所収）、第一書房 (1927) → 改訳版（田部隆次と共訳）、第一書房 (1942)
- マコーレー論文集、春秋社 世界大思想全集72 (1933)
- 『小鳥の英文學』山本書店・山本文庫 (1936)
  - リチャード・ジェフリズ (Richard Jefferies)『南部地方の禽鳥』、ウィリアム・ハドソン：『かけす』『翡翠』ほか
- マコーレイ『マコーレイ論文集』春秋社 春秋文庫 (1936) → 思想選書 (1942)

没後
- チャアルス・ラム『エリア随筆』岩波文庫 (1940) → 復刊1988・2010ほか

### 文学全集ほか
- 『北村透谷集 : 附文学界派』講談社 日本現代文学全集9 (1965)
  - 「変調論」「活動論」「以太利盛時の文学」「自然私観」「近来の文海に於ける暗潮」「南欧詩影」「塵窓余談」
- 『女学雑誌・文学界集』筑摩書房 明治文学全集32 (1973)
  - 「俳人の性行を想ふ」「変調論」「活動論」「罔影録」「自然私観」「気焔何処にある」「文学復興期の事を想ふ」「近年の文海に於ける暗潮」「プローヴァンスの恋歌」「塵窓余談」
- 『明治翻訳文学全集 新聞雑誌編』川戸道昭、榊原貴教編、大空社
  - 29巻 (1999) にゾラ：『球突』。30巻 (1998) にゾラ：『大蔵大臣』。31巻 (1997) に モーパッサン：『従卒』。7巻 (1999) にステイヴンソン：『小船旅行』。
- 『戸川秋骨人物肖像集』坪内祐三編、みすず書房 大人の本棚 (2004)
  - 「ケエベル先生」「知己先輩」「大藤村講演会の一幕」「三十余年前の学校生活」「（高津）柏樹先生」「至純狂熱の人北村透谷君」「ソクラテス」「山室大佐の追憶」「小泉先生の旧居にて」「斎藤緑雨君とチヤアルズ・ラム」「他界の大杉君に送る書」「団十郎の裸体姿」「北村透谷君と私」「与謝野寛氏の追憶」「坪内先生に関する憶出」「内田魯庵君」「漱石先生の憶出」「泡鳴君の墓石」「ユウモアの福沢先生」「杉森先生を憶ふ」「粟野先生の長逝」「岡倉先生の追悼」「女人交遊」「秋の夜の追憶（緑雨君の訪問）」

### 評伝
- 松井浩章『「凡人崇拝」の非凡人　評伝戸川秋骨物語』熊本日日新聞社 (2021)